# Olga (Slozkina)
Olga, imię świeckie Jelena Slozkina (fr. Hélène Slezkine; ur. 29 października 1915 w Petersburgu, zm. 3 listopada 2013 w Bussy-en-Othe) – rosyjska mniszka prawosławna, przełożona monasteru Opieki Matki Bożej w Bussy-en-Othe.

## Życiorys

### Życie świeckie
Pochodziła z rodziny szlacheckiej. Gdy miała pięć lat, jej rodzina ewakuowała się z ogarniętej wojną domową Rosji, dotarła do Konstantynopola, a następnie osiadła w Królestwie Serbów, Chorwatów i Słoweńców. Jelena Slozkina uczęszczała do rosyjskiej szkoły w Belgradzie. W 1926 Slozkinowie przeprowadzili się do Paryża, tam przyszła mniszka ukończyła szkołę średnią, a następnie studia prawnicze. Po uzyskaniu dyplomu pracowała jako nauczycielka matematyki w prywatnej szkole żeńskiej.
Jelena Slozkina pochodziła z religijnej rodziny, blisko związanej z soborem św. Aleksandra Newskiego w Paryżu i funkcjonującą przy nim społecznością rosyjskich białych emigrantów. Od wczesnej młodości działała w Chrześcijańskim Stowarzyszeniu Studentów Rosyjskich. Osobiście znała egzarchę zachodnioeuropejskiego, metropolitę Eulogiusza.
Jako osoba dorosła Slozkina była w szczególny sposób związana z parafią Chrystusa Zbawiciela w Asnières. Jej wieloletni proboszcz, Metody (Kulman), był jej ojcem duchowym. Pracowała w publikowanym przez parafię czasopiśmie religijnym Wiecznoje (L'Eternel), współorganizowała doroczne pielgrzymki do Palestyny, była lektorką w czasie nabożeństw cerkiewnych, katechetką w szkole parafialnej, pracowała także w przytułku dla osób starszych i chorych założonym przez Metodego (Kulmana).

### Mniszka
W 1964 Jelena Slozkina złożyła na ręce biskupa Metodego tajne śluby zakonne w riasofor. Nie zamieszkała w monasterze, gdyż musiała opiekować się chorą matką. W 1973 obroniła na Sorbonie pracę doktorską poświęconą Pustelni Optyńskiej i Iwanowi Kiriejewskiemu. W ciągu następnych kilku lat była lektorką języka rosyjskiego oraz kultury rosyjskiej w Institut national des Langues et Civilisations orientales.
Wieczyste śluby mnisze złożyła po śmierci matki, w 1988, w czasie pielgrzymki do Palestyny, w żeńskim monasterze w Betanii. Przyjęła imię zakonne Olga i osiadła w monasterze Opieki Matki Bożej w Bussy-en-Othe. Cztery lata później, po śmierci ihumeni Teodozji, objęła po niej obowiązki przełożonej wspólnoty i otrzymała godność ihumeni.
Jako przełożona monasteru zainicjowała jego rozbudowę – pod jej kierownictwem wzniesiono obszerną, nową cerkiew Przemienienia Pańskiego, poświęconą w 2003, oraz refektarz. Od 2004 kierowany przez nią monaster był głównym ośrodkiem kultu św. Aleksego z Ugine. Wydała wspomnienia, uzupełniające historię rodziny Slozkinów opracowaną przez jej ojca.
Zmarła w czasie Świętej Liturgii w monasterze w Bussy-en-Othe. Została pochowana w klasztorze; jej pogrzeb 9 listopada 2013 prowadził arcybiskup Emanuel, zwierzchnik Greckiej Metropolii Francji.